# Бенчковиці
Бенчковиці (пол. Bęczkowice) — село в Польщі, у гміні Ленки-Шляхецькі Пйотрковського повіту Лодзинського воєводства.
Населення — 171 особа (2011).
У 1975-1998 роках село належало до Пйотрковського воєводства.

## Демографія
Демографічна структура станом на 31 березня 2011 року:
|          | Загалом | Допрацездатний вік | Працездатний вік | Постпрацездатний вік |
| -------- | ------- | ------------------ | ---------------- | -------------------- |
| Чоловіки | 81      | 16                 | 49               | 16                   |
| Жінки    | 90      | 17                 | 44               | 29                   |
| Разом    | 171     | 33                 | 93               | 45                   |